# 크리스 뉴먼 (음향기술자)
크리스 뉴먼(Chris Newman, 1940년 2월 17일 ~ 2025년 2월 3일)은 미국의 사운드 믹서이자 감독이었다. 그의 영화 작품으로는 대부 (영화), 아마데우스 (영화), 엑소시스트 (영화), 양들의 침묵 (영화), 잉글리쉬 페이션트가 있다.

## 생애 및 경력
뉴먼은 아카데미상 시상식에서 아카데미 음향상을 세 번 수상했으며, 같은 부문에서 다섯 번 더 후보에 올랐다.
뉴먼은 뉴저지주에 거주하며 수십 년 동안 뉴욕시 스쿨 오브 비주얼 아츠(SVA)에서 가르쳤다. 2025년 2월 3일 84세의 나이로 세상을 떠났다. 제97회 아카데미상 시상식에서 그의 이름은 추모 섹션에 언급되었다.

## 작품

### 수상
- 엑소시스트 (영화)
- 아마데우스 (영화)
- 잉글리쉬 페이션트

### 후보
- 프렌치 커넥션 (영화)
- 대부 (영화)
- 페임 (1980년 영화)
- 코러스 라인 (영화)
- 양들의 침묵 (영화)